# (306363) 2011 SJ220
(306363) 2011 SJ220 – planetoida pasa głównego odkryta 2 grudnia 2004 roku w programie Spacewatch, krążąca w średniej odległości 2,4 j.a. od Słońca. Planetoida nie posiada jeszcze nazwy własnej, a jedynie oznaczenie tymczasowe i numer.